# Устав проекта
В управлении проектами устав проекта, определение проекта или статус проекта, это документ, содержащий сведения о сфере деятельности, целях и участниках проекта. Он предусматривает предварительное разграничение ролей и обязанностей, описывает цели проекта, определяет основные заинтересованные стороны и определяет полномочия менеджера проекта. Фактически этот документ служит описанием для будущего проекта, а техническое задание является его частью.
Устав проекта должен:
- Описывать суть проекта.
- Обеспечивать общее понимание проекта.
- Обозначать зоны ответственности между спонсором проекта, основными заинтересованными сторонами и проектной командой

Устав проекта обычно представляет собой небольшой документ, который ссылается на более подробные документы, например, требования к проекту.
По Initiative for Policy Dialogue (IPD) этот документ называется устав проекта. В системе управления взаимоотношениями с клиентами (CRM) он известен как определение проекта. И IPD, и CRM требуют чтобы этот документ был частью процесса управления проектами.
Устав проекта уточняет полномочия, назначенные руководителю проекта. Особенно это полезно в матричной среде управления.
Цель устава проекта заключается в том, чтобы документировать:
- Причины для реализации проекта
- Цели и ограничения проекта
- Указания относительно решения
- Указание основных заинтересованных сторон
- Объекты, входящие в область действия и вне сферы охвата
- Риски, выявленные на раннем этапе (план управления рисками должен быть частью общего плана управления проектами)
- Преимущества целевого проекта
- Высокоуровневое бюджетирование и определение ответственных за расходы

Три основных вида использования устава проекта:
- Чтобы санкционировать проект используя сопоставимый формат, например проекты могут быть ранжированы и разрешены окупаемостью инвестиций.
- Служит основным документом продаж для заинтересованных сторон, имеющих рейтинг проекта, имеет сводку на 1-2 страницы, чтобы распространять, представлять и сохранять удобство для предотвращения других проектов или операций, выполняемых в ресурсах проекта.
- Служит фокусом во всем проекте. Например как опорная стратегия, которая может использоваться в командных встречах и совещаниях по управлению изменениями для содействия менеджменту.

Для большого многоэтапного проекта устав может быть создан для каждого отдельного этапа. Например, может быть устав проекта во время этапов «Ниша» и «Поиск» проекта, за которым следуют устав планирования и устав исполнения на этапе сборки проекта.
Устав проекта создается инициативной группой в самом начале. Разработка устава и определение заинтересованных сторон - это два основных действия инициативной группы.
Вклады для разработки устава могут быть:
- Заявление о работе проекта
- Технико-экономическое обоснование
- Соглашения и договоренности
- Стандарты предприятия, отраслевые стандарты, правила и нормы
- Организационный процесс, структуру и шаблоны

Как правило, менеджер проекта возглавляет разработку устава на основании своей экспертизы и предыдущего опыта разработки устава. Менеджер проекта в процессе разработки устава должен работать с ключевыми заинтересованными сторонами (клиентами и бизнес-спонсорами), специалистами в организации, экспертами по предметным вопросам внутри и вне организации, другими подразделениями в организации и может также работать с отраслевыми группами или профессиональными организациями. Менеджер проекта для разработки устава может использовать вспомогательные действия, такие как мозговой штурм, устранение проблем, разрешение противоречий, встречи, управление ожиданиями и т.д.
Единожды составленный устав предоставит руководителю проекта полномочия для официального выполнения проекта и использования организационных средств и ресурсов для успешного осуществления проекта.